# فرنسيسكو خافيير باريديس رودريغيز
فرنسيسكو خافيير باريديس رودريغيز (بالإسبانية: Francisco Javier Paredes Rodríguez)‏ هو سياسي مكسيكي، ولد في 4 ديسمبر 1959 في ولاية باها كاليفورنيا في المكسيك. حزبياً، نشط في حزب العمل الوطني. وقد انتخب عضو مجلس النواب المكسيك.